# Lista de personagens de The Last of Us Part II
The Last of Us Part II é um jogo eletrônico de ação, aventura e sobrevivência lançado em 19 de junho de 2020, sendo desenvolvido pela Naughty Dog e publicado pela Sony Interactive Entertainment. A trama centra-se em Ellie e sua busca por vingança contra Abby e o grupo responsável pelo assassinato de Joel. A troca entre os personagens jogáveis foi um ponto importante no desenvolvimento do jogo, com base em uma troca semelhante ao primeiro jogo (2013) da franquia.
Parte do jogo trata do relacionamento de Ellie com Joel, o protagonista do primeiro jogo, que mentiu para ela a respeito de sua imunidade ao fungo Cordyceps. Ellie é acompanhada por vários companheiros durante a trama, incluindo Dina, o amigo Jesse e o irmão de Joel, Tommy. Abby é membro da Washington Liberation Front (WLF), que também inclui Owen e Mel, sendo liderada por Isaac. Ao longo de sua jornada, Abby conhece e protege Yara e Lev, irmãos do culto oposto conhecido como Serafitas/Cicatrizes.
O diretor, Neil Druckmann, co-escreveu a história e desenvolveu os personagens da Part II com Halley Gross. As performances foram gravadas usando a captura de movimento e voz simultaneamente. Os atores receberam uma licença considerável para improvisar ou sugerir ideias durante a apresentação. Um dos objetivos dos escritores era "criar personagens multifacetados", especialmente Ellie, querendo explorar as vulnerabilidades de Abby para garantir que o jogador pudesse ter empatia por ela também. De modo geral, os personagens receberam recepções positivas, com elogios pelas atuações.

## Criação e concepção

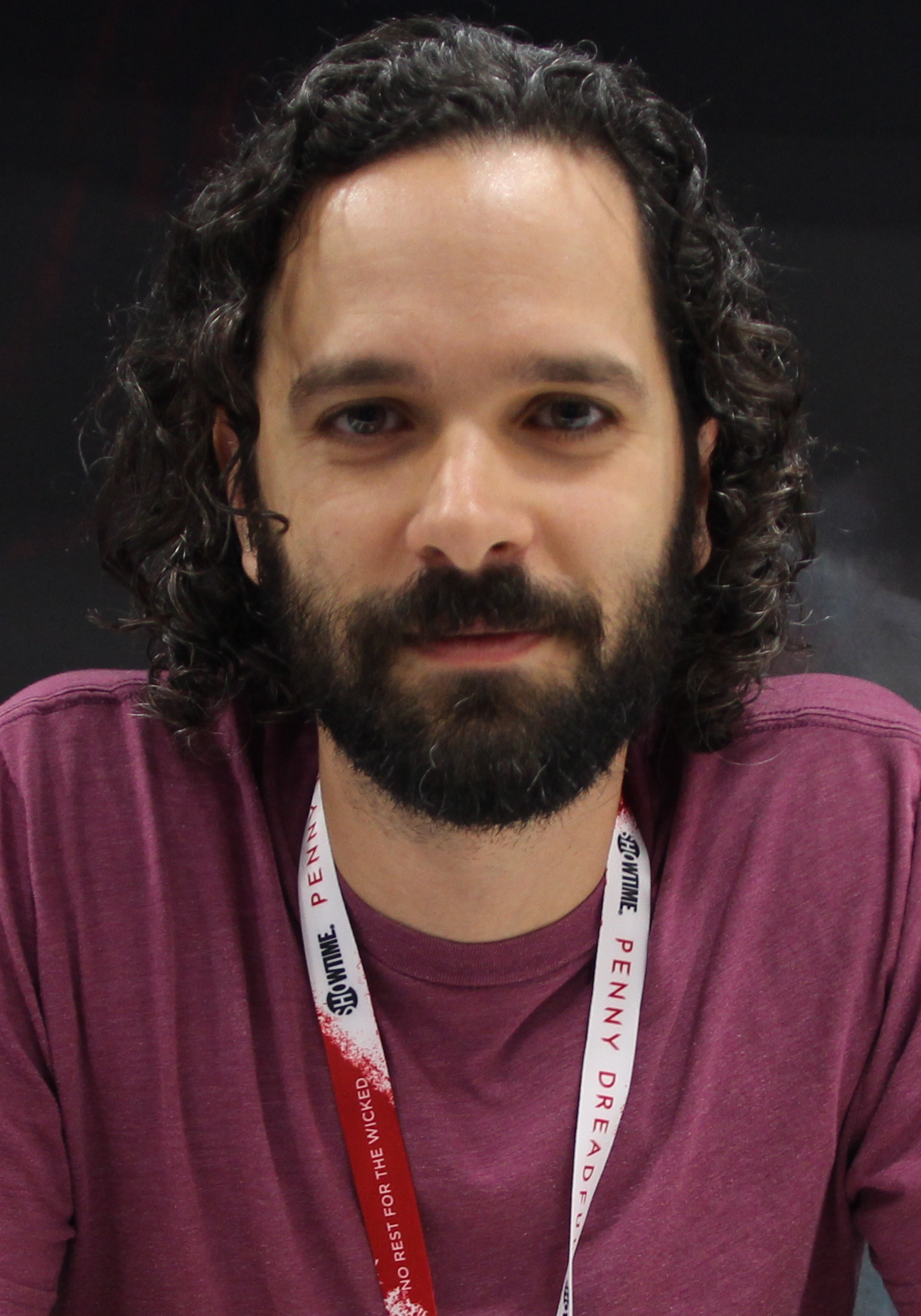
Neil Druckmann (esquerda) co-escreveu a história e desenvolveu os personagens de Part II juntamente com Halley Gross

Para The Last of Us Part II, as atuações dos atores foram gravadas usando captura de movimento, gravação de movimento e voz simultânea em um estúdio de Los Angeles. Os atores usavam trajes de captura de movimento e câmeras montadas na cabeça que rastreiam os músculos faciais e os movimentos dos olhos; a gravação ocorreu entre 2017 a abril de 2019. Os atores foram autorizados a improvisar ou sugerir ideias durante a atuação, com "20 ou 30 tomadas, se necessário". A co-escritora Halley Gross observou que o objetivo dos escritores era "criar os personagens mais multifacetados em um jogo". Particularmente, ela queria explorar vários comportamentos de Ellie, mostrando seu poder, bem como suas inseguranças, e que a trama mostrasse que "não havia heróis ou vilões." Druckmann descobriu que todos os três personagens jogáveis — Joel no primeiro jogo e, Ellie e Abby no segundo — espelham uns aos outros, pois todos estão sofrendo com a superação do trauma e "aquietando seus demônios."
A mudança de jogador de Ellie para Abby foi inspirada pela mudança de Joel para Ellie no primeiro jogo, embora enfatizada na segunda franquia devido focar na empatia e visão dos dois lados da trama. Druckmann observou que os jogadores agiam de forma diferente quando forçados a jogar como Ellie no primeiro jogo e queria replicar uma mudança semelhante com Abby em Part II. Ele também inspirou-se pela troca de personagem de Metal Gear Solid 2: Sons of Liberty (2001), que havia sido suprimido no marketing do jogo. Os escritores experimentaram intercalar as seções de jogabilidade de Ellie e Abby, mas acabaram optando por segmentos mais longos. Druckmann descobriu que a tentativa de vingança de Ellie foi espelhada por Abby, que já a havia conseguido vingar seu pai. Os primeiros playtests da luta final levaram à confusão sobre a decisão de Ellie de poupar Abby; a equipe editorial sugeriu adicionar um flash de Joel tocando violão, sendo um equilíbrio efetivo entre motivação explícita e implícita. Na maior parte da produção, Ellie matou Abby na conclusão do jogo, e voltaria à fazenda e seria torturada, mas poupada por um parente de alguém que Ellie matou. Apesar de acharem que isso seria tematicamente relevante, optaram focar fortemente nos temas ao invés dos personagens; depois de conversas sobre Yara e Lev, a equipe descobriu que parecia desonesto e que Ellie ainda tinha alguma bondade. Por fim, o desenvolvedor quis que os jogadores apoiassem os dois personagens na luta final e percebessem como isso é fútil.

## Protagonistas

### Ellie

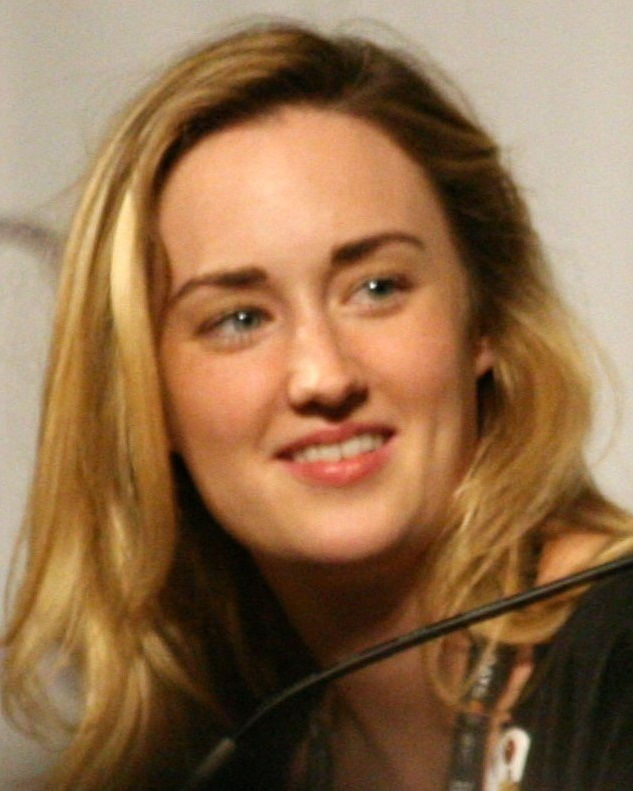
Ashley Johnson retornou a interpretar a protagonista Ellie, já atingida a maioridade.

Ellie (Ashley Johnson) é uma das protagonistas jogáveis de The Last of Us Part II. Dois anos após os eventos do primeiro jogo, Ellie voltou ao hospital dos Vaga-lumes e descobriu a verdade sobre sua fuga com Joel do hospital. O enredo principal da ocorre dois anos depois a partir disso, onde Ellie e Joel construíram uma vida na cidade de Jackson, embora fosse evidente que sua relação com ele era tensa. Ellie e sua namorada Dina deixam Jackson em busca de Joel e Tommy. Ellie entra no campo da Frente de Libertação de Washington (WLF) para testemunhar Abby Anderson espancar Joel até a morte, jurando vingança contra Abby. Ellie e Dina vão para a base da WLF em Seattle, para onde Tommy foi. Depois de escapar de uma emboscada WLF, a dupla recua para um teatro, onde Ellie revela sua imunidade a Dina e descobre que Dina está grávida. No dia seguinte, com Dina doente, Ellie persegue Tommy sozinha e encontra Jesse, ex-namorado de Dina, que os seguiu até Seattle. Fugindo dos Serafitas/Cicatrizes, um culto que luta contra o WLF pelo controle de Seattle, Ellie rastreia outro membro do WLF — Nora Harris — para um hospital, e a tortura para obter informações.
No dia seguinte, Jesse sai para perseguir Tommy e Ellie vai em direção ao esconderijo de Abby em um aquário. Depois de uma luta, Ellie mata os aliados de Abby, incluindo a gestante Mel e seu namorado Owen Moore. Voltando ao teatro, Ellie, Dina, Jesse e Tommy são emboscados por Abby, que mata Jesse e atira em Tommy. Ela domina Ellie e Dina, mas poupa suas vidas e as avisa para irem embora. Passado algum tempo depois, Ellie e Dina estão morando em uma fazenda, cuidando do bebê de Dina. No entanto, Ellie sofre de estresse pós-traumático (TEPT). Quando Tommy chega com informações sobre o paradeiro de Abby, Ellie parte para a cidade de Santa Bárbara para matá-la, apesar dos apelos de Dina. Durante a procura no litoral, acaba sendo ferida em uma armadilha para Infectados, mas escapa e resgata Abby e Lev, que estavam enfraquecidos por semanas de tortura. Ameaçando matar Lev, Ellie força Abby a lutar contra ela. Ellie a domina, perdendo dois dedos no processo, mas a deixa viver. Ellie retorna para a casa da fazenda e a encontra vazia. Na cena final, Ellie toca o violão de Joel, relembrando sua promessa a ele de tentar perdoá-lo e vai embora. 
Por seu retrato como o personagem jogável principal, Johnson teve lições que aprendeu trabalhando com Baker no primeiro jogo. Johnson considerou suas próprias experiências com ansiedade e pesquisou os efeitos do transtorno de estresse pós-traumático com Druckmann. O entusiasmo de Ellie pela astronomia era baseado nos próprios interesses de Johnson, enquanto sua obsessão por quadrinhos é baseada na infância de Druckmann. Gross notou que a decisão de Ellie de rastrear Abby foi motivada pelo seu desejo de superar seu TEPT mais do que seu desejo de matar Abby. Gross, que sofreu duas vezes de TEPT, considerou sua responsabilidade descrever com precisão o assunto. Os escritores queriam desconstruir a percepção de violência em Joel e Ellie: enquanto Joel é indiferente e prático, Ellie mata para manter uma "cultura de honra" ao anexar violência a seu ego. Alguns membros da equipe consideraram a obsessão de Ellie por Abby semelhante a um vício em drogas, e que Dina foi embora porque percebeu que a obsessão nunca teria fim. Johnson foi aclamada por seu desempenho, e ela foi indicada para vários prêmios.

### Abby

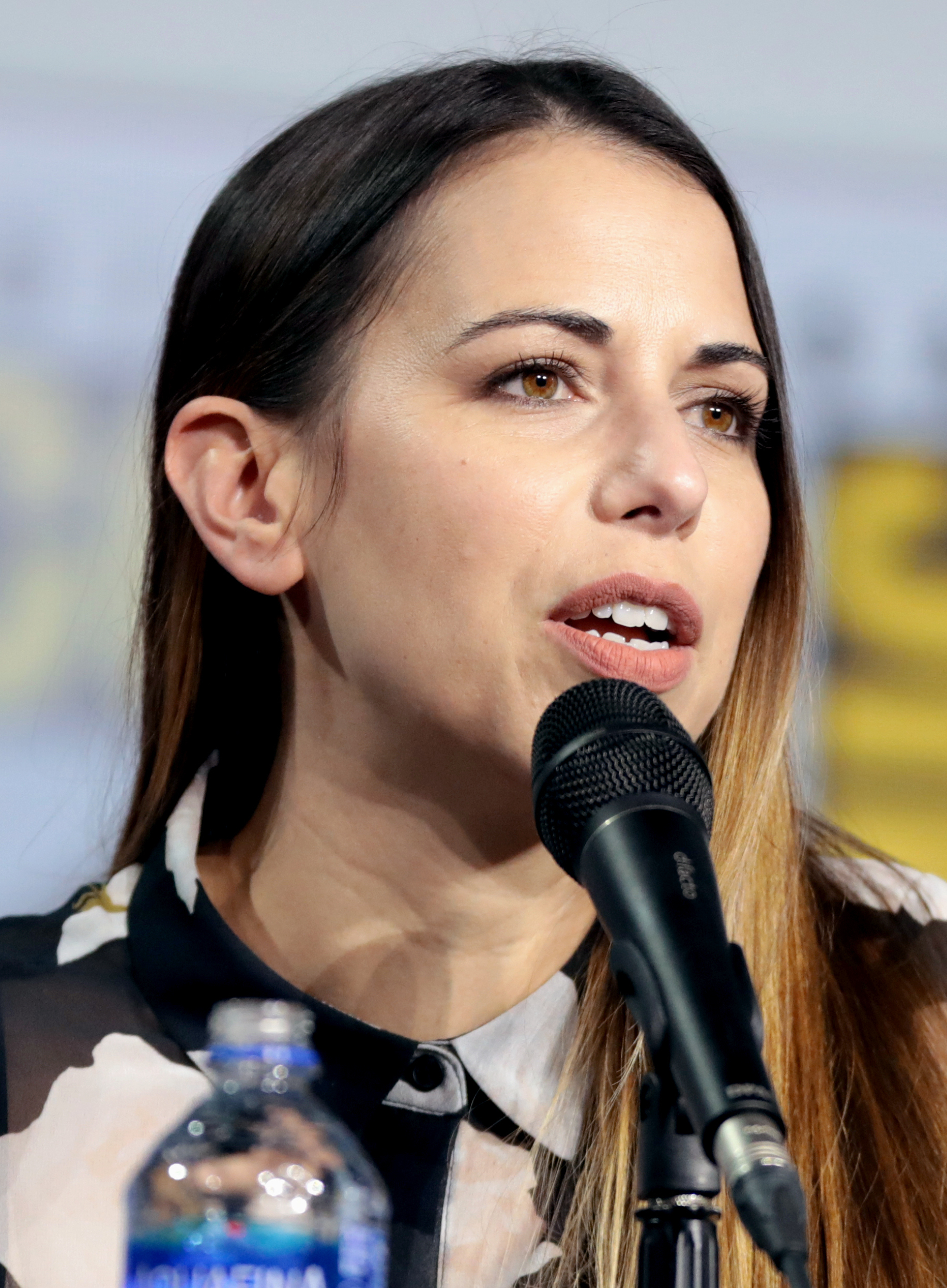
Laura Bailey interpreta a personagem Abby.

Abigail "Abby" Anderson (Laura Bailey) é uma das protagonistas jogáveis de The Last of Us Part II. Seu pai, Jerry Anderson, era um cirurgião do grupo dos Vaga-lumes que Joel matou no final do primeiro jogo para salvar Ellie. Quatro anos depois, na casa dos vinte anos, ela rastreia Joel e o espanca até a morte. Algum tempo depois, de volta a Seattle, Abby descobre que seu ex-namorado Owen desapareceu enquanto investigava os Serafitas. O líder da WLF, Isaac Dixon, acredita que ele pode ter desertado e planeja atacar o assentamento dos Serafitas na ilha. Procurando por Owen, Abby é capturada e testemunha os Serafitas/Cicatrizes quebrando o braço de uma Serafita fugitiva, Yara. Depois de serem resgatados pelo irmão mais novo de Yara, Lev, eles chegam ao aquário, onde Abby encontra Owen. Ele planeja navegar para Santa Bárbara, onde os Vaga-lumes estavam supostamente se reagrupando. O braço de Yara precisa ser amputado, então Abby e Lev recuperam suprimentos médicos do hospital, que é invadido por infectados. Lev foge para o assentamento dos Serafitas/Cicatrizes para convencer sua mãe a deixar o culto. Abby e Yara o perseguem, rechaçando um ataque de Tommy.
No assentamento, eles descobrem que Lev matou sua mãe devota em legítima defesa. Enquanto a WLF ataca o assentamento, Yara mata Isaac e se sacrifica para deixar Abby e Lev escaparem. Abby e Lev voltam ao aquário para encontrar Owen e sua namorada grávida Mel mortos e um mapa que leva ao esconderijo do teatro de Ellie. No teatro, Abby mata Jesse, atira em Tommy e domina Ellie e Dina. Ao saber que Dina está grávida, Abby os poupa por insistência de Lev e os avisa para irem embora. Algum tempo depois, Abby e Lev chegam em Santa Bárbara em busca dos Serafitas, mas são capturados por um grupo chamado Rattlers, bandidos escravistas. Depois de serem enfraquecidos por semanas de tortura, eles são resgatados por Ellie. Ameaçando matar Lev, Ellie força Abby a lutar contra ela. Ellie a domina, mas a deixa viver. Abby parte com Lev em direção à base dos Vaga-lumes na Ilha de Santa Catalina.

### Joel

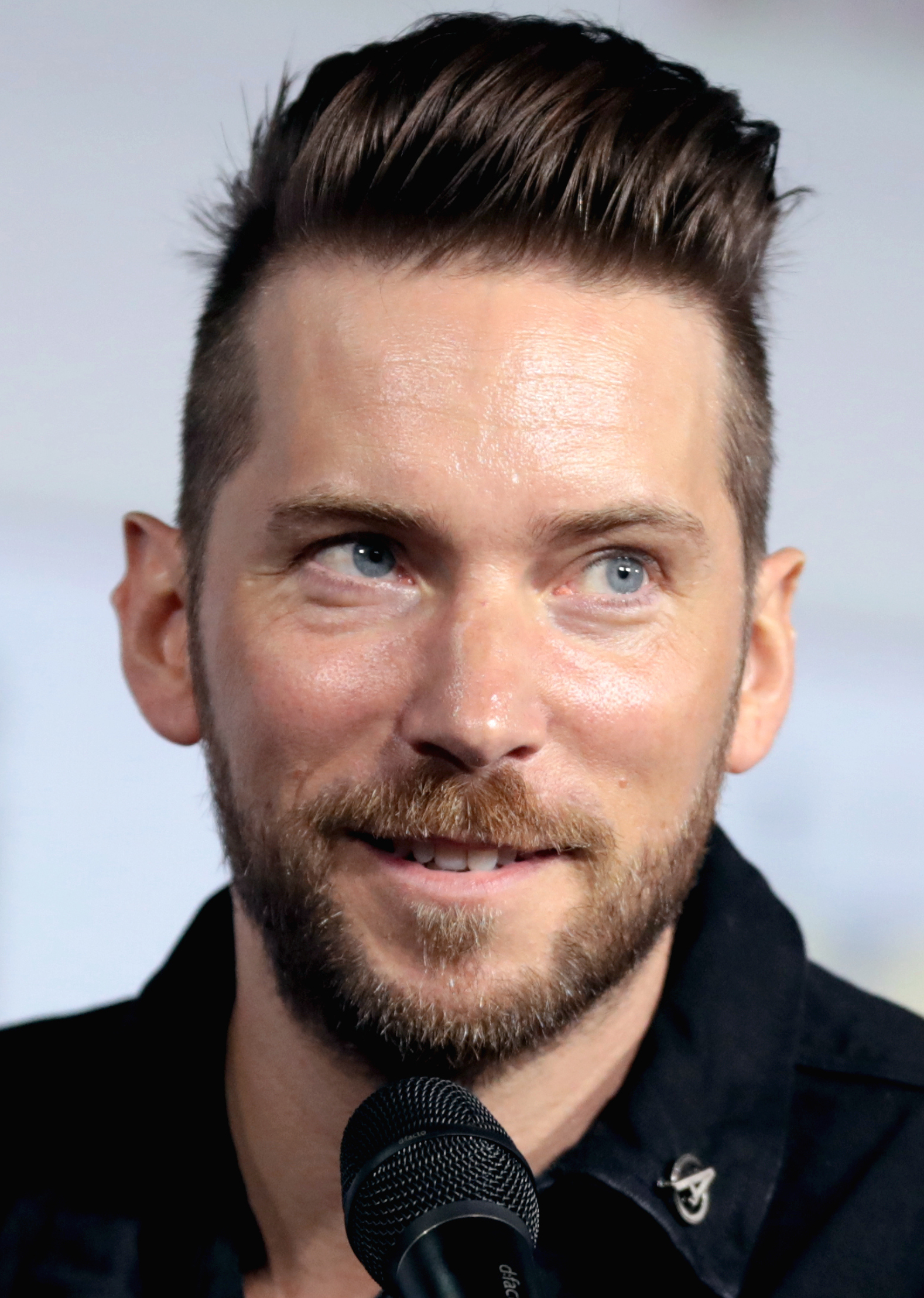
Troy Baker retornou a interpretar o protagonista Joel.

Joel Miller (Troy Baker) é o pai substituto de Ellie e o protagonista da primeira franquia. No prólogo de Part II, Joel confessa sua culpa pelo acontecimento no hospital ao seu irmão Tommy. Flashbacks revelam Joel levando Ellie em uma viagem de aniversário a um museu; posteriormente, finalmente admite a verdade para Ellie após a mesma ter fugido sorrateiramente e escutado uma gravação a respeito de ter outras pessoas imunes. Quatro anos depois, Joel e Ellie construíram uma vida em Jackson, embora seu relacionamento com ela estivesse conturbado. Enquanto estavam em patrulha, Joel e Tommy salvam uma estranha — Abby — de Infectados, escapando de uma grande horda, retornando para um posto avançado administrado pelo grupo de Abby. Joel e Tommy são atacados pelo grupo de Abby, revelado ser ex-Vaga-lume que agora fazem parte do WLF, um grupo de milícia com sediado em Seattle. Ellie os encontra, porém, é neutralizada e observa de maneira impotente, Abby espancar Joel até a morte.
Druckmann observou que o arco do personagem de Joel estava completo após o primeiro jogo. A morte de Joel foi uma parte central da estrutura narrativa do jogo desde o início do desenvolvimento. Embora inicialmente tenha causado alguma resistência interna, a equipe se sentiu compelida quando mais da narrativa foi se desenvolvendo. Uma versão inicial da cena da morte de Joel o fazia pronunciar "Sarah", o nome de sua filha, até que Baker sugeriu que ele deveria permanecer em silêncio. Enquanto a morte de Sarah no primeiro jogo pretendia evocar tristeza, a morte de Joel visa despertar raiva. Druckmann sentiu que testemunhar a morte de Joel através da perspectiva de Ellie enfatizava a raiva do jogador. Ele queria que fosse retratado como "grosseiro, sem cerimônia e humilhante" em vez de heróico. Previu que isso poderia levar a reações negativas, no entanto, percebeu que era necessário contar a história; particularmente a notabilidade da Naughty Dog na indústria lhe deu a oportunidade de Druckmann assumir riscos que outros desenvolvedores não poderiam. Ao projetar Joel à segunda franquia, a equipe de arte garantiu que ele mantivesse sua aparência identificável enquanto também mostrava o estresse dos últimos cinco anos.

## Coadjuvantes

### Tommy

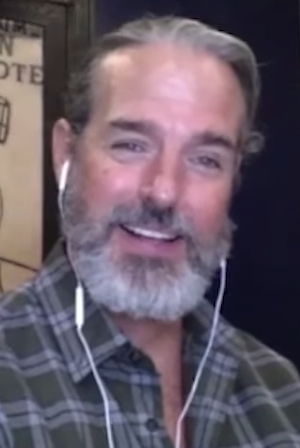
Jeffrey Pierce retornou a interpretar Tommy.

Tommy Miller (Jeffrey Pierce) é irmão de Joel e um dos fundadores da comunidade em Jackson. No prólogo da segunda franquia, Joel confessa sua culpa a Tommy. Quatro anos depois, Tommy testemunha a morte de Joel durante a patrulha, mas ele é poupado por Abby e seu grupo. Depois de insistir que Ellie permaneça em Jackson, Tommy foge durante a noite, buscando vingança pela morte de Joel. Ele interroga e mata vários soldados da WLF, incluindo os amigos de Abby, Nick e Manny. Ele encontra e ataca Abby, mas é esfaqueado por Yara e empurrado para as fortes ondas do oceano. Posteriormente, se reagrupa com Ellie, Dina e Jesse, mas é emboscado por Abby e Lev. Ele é baleado na perna por Lev e na cabeça por Abby; ele sobrevive, mas é cego de um olho e manca. Vários meses depois, Tommy visita Ellie e Dina em sua fazenda, revelando que ele e sua esposa Maria se separaram. Apresenta a Ellie informações sobre o paradeiro de Abby e exige que ela a mate em seu lugar. Depois que Ellie se recusa, Tommy a repreende, levando Dina a discutir com ele. Ele a ignora e vai embora com seu cavalo.
Pierce percebeu que Tommy, ao tentar convencer Ellie a perseguir Abby na fazenda, é ele tentando apagar sua vergonha comparando a situação com "bombardear o Iraque depois do 11 de setembro" e que "não é exatamente o alvo certo, mas... fez algumas pessoas se sentirem justas". Ele descreveu as ações como "estupidez no nível da tragédia grega", mas viu que era uma ação humana. As primeiras repetições da cena fizeram Maria visitar Ellie, mas ela foi substituída por Tommy para que Ellie "tivesse que enfrentar o impacto de Abby". Ao projetar Tommy para Part II, a equipe visou mostrar sua idade avançada, mantendo sua identidade desde o primeiro jogo.